# 김태훈 (1992년생 축구인)
김태훈(한국 한자: 金泰勳, 1992년 1월 29일~)은 2019년 5월 31일에 은퇴한 대한민국의 전직 축구 선수 출신으로, 현역 시절 당시 포지션은 수비형 미드필더를 맡았었다.

## 클럽 경력

### 인천 유나이티드
김태훈은 대구대학교 체육교육학과를 학사 졸업하고, 2016년 K리그 클래식 인천 유나이티드 FC에 입단하였다.

### 청주 시티 FC
2017년 김태훈은 아마추어인 K3리그의 청주 시티 FC로 적을 옮겼다.

### 부천 FC 1995
2018년 2월 12일 대한민국 K리그2의 부천 FC 1995에 입단하며, 프로 무대에 복귀하였다.
2019년 5월 31일, 팀에서 퇴단 및 은퇴를 했다.